# И маленький ребёнок поведёт их
«И маленький ребёнок поведет их» (англ. And a Little Child Shall Lead Them) — американский короткометражный драматический фильм Дэвида Уорка Гриффита.

## Сюжет
Фильм рассказывает о мужчине, который настолько увлечён своими делами, что пренебрегает своей семьёй, в результате чего возникает ссора и жена решает от него уйти...

## В ролях
| Актёр            | Роль     |
| ---------------- | -------- |
| Мэрион Леонард   | мать     |
| Артур В. Джонсон | отец     |
| Дэвид Майлз      | юрист    |
| Анита Хендри     | служанка |
| Мак Сеннет       | слуга    |
| Флоренс Лоуренс  |          |
| Джон Тэнси       |          |